# Crépuscule (rose)
'Crépuscule' est un cultivar de rosier obtenu en 1904 par le rosiériste français Francis Dubreuil (1842-1916). Il est toujours commercialisé dans les catalogues internationaux grâce à ses qualités florifères et la couleur dorée d'un coucher de soleil de ses fleurs.

## Description
Ce rosier de Noisette fort romantique est réputé pour la couleur abricot pâle de ses fleurs et leur forme lâche, très originale et élégante  ainsi que pour ses qualités florifères. Ses roses moyennes (7 cm de diamètre), semi-doubles, sont modérément parfumées.
Son buisson s'élève à 250 cm, voire plus, et s'étale à 250 cm. Il faut le tailler court avant le début du printemps. Il peut aussi se cultiver en petit grimpant. Il a une bonne remontée d'automne. Il supporte la mi-ombre, pouvant se planter au pied d'un grand arbre. 
'Crépuscule' est présent dans de nombreuses grandes roseraies publiques du monde. Il fait très bel effet en rosier-tige conduit en pleureur.